# هايلي باركر
هايلي باركر (بالإنجليزية: Hayley Barker)‏ هي رسامة أمريكية، ولدت في 1973.